# 祖延庆
祖延慶（?—?），唐朝洛陽人，因涉嫌參與謀殺武三思事敗被殺。
與王同皎友好，娶宋之逊之表妹為妻。武三思因乱常，朝野忿恚。神龙二年（706年）三月，王同皎與张仲之、周憬等人計劃在武則天葬禮當天，埋伏弓箭手，射杀武三思。宋之问得知此事，遂向武三思告密，三思誣同皎“潜结壮士，谋杀三思，因勒兵诣阙，废皇后”。同皎事洩被诛，在都亭驿前处斩。祖延庆亦被杀。